# Xlendi
Xlendi (officiële naam Ix-Xlendi) is een plaats in het zuidwesten van het Maltese eiland Gozo. Het is een onderdeel van de gemeente Munxar.
De plaatsnaam is waarschijnlijk afkomstig van het woord xelandion, een soort Byzantijns vaartuig waarmee men in het verleden de haven binnenvoer. Een wit beeld van de apostel Andreas, de beschermheilige van de vissers, kijkt uit over de haven.
De kerk van Xlendi is gewijd de Heilige Maagd Maria van de berg Karmel. Het voorste gedeelte van de kerk werd gebouwd in 1868; de vergroting aan de achterzijde werd voltooid in 1969. De jaarlijkse festa ter ere van Maria wordt gevierd op 16 juli.

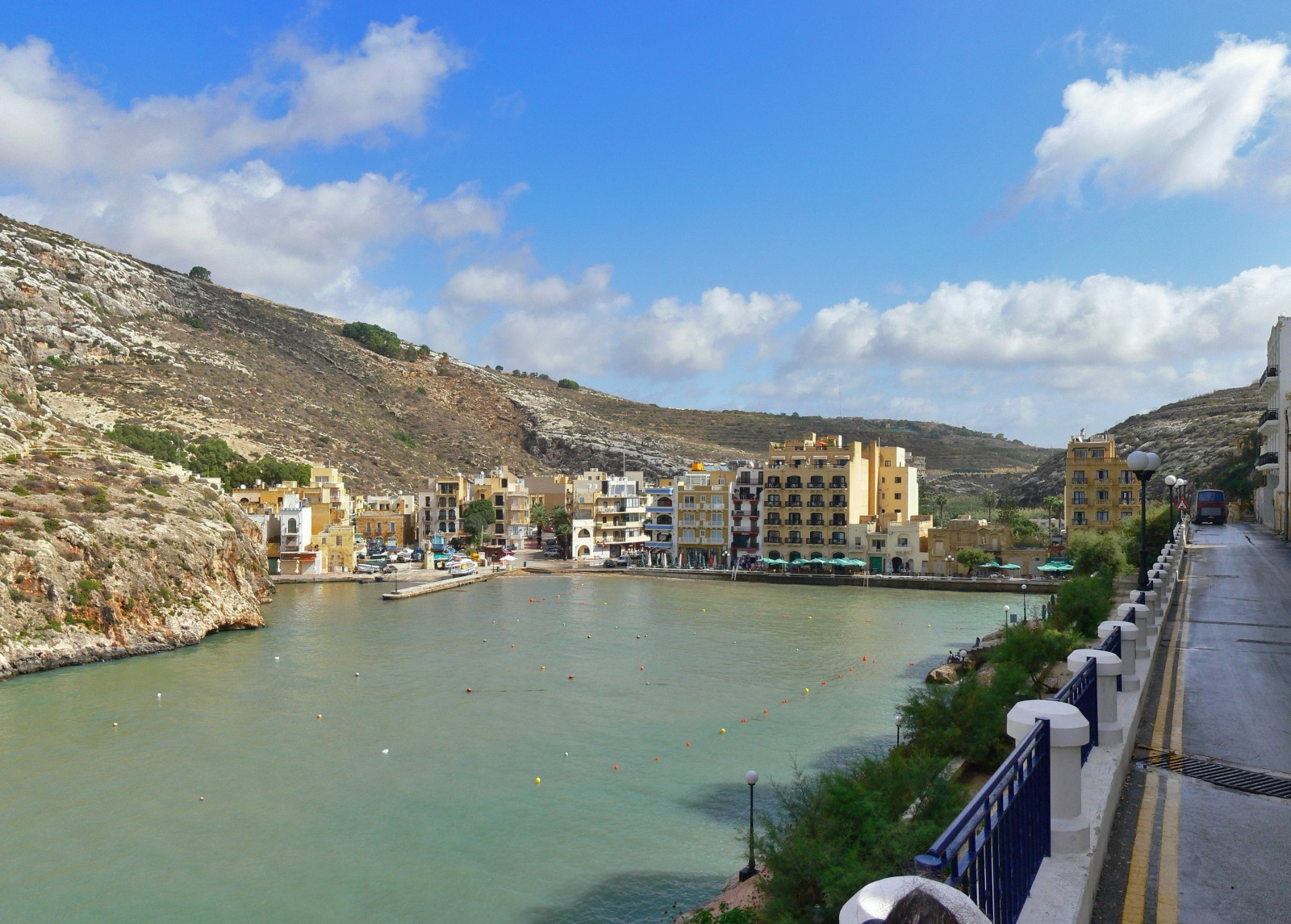
Baai van Xlendi
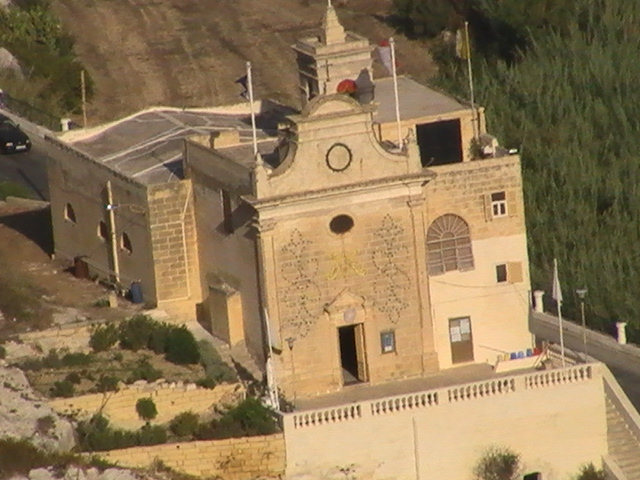
Kerk van de Heilige Maagd Maria op de Berg Karmel